# Glacera de les Périades
La glacera de les Periades és una glacera alpina del Massís del Mont Blanc situat al departament francès de l'Alta Savoia.
Glacera petita orientada cap al nord (O-E) i com Mont Mallet-Leschaux -, o Taléfre - que acaba al Mer de Glace, sent la frontera sud de la carena Verte-Dolent
Al nord del cim de la Dent du Geant (4.013 m), la llarga carena de Clochers de la Noire divideix la Glacera del Géant de la Glacera de les Periades.
A l'est de la Dent, la cresta de Rochefort amb els seus cims:
- Rochefort Eagle 4.001m,
- Cúpula Rochefort, 4.016m,
- Calotte de Rochefort 3.976m.

Al nord de l'Aiguille, una important carena, cap al nord, divideix la glacera de les Periades de la glacera de Mont Mallet.
En aquesta carena, de S a N, alguns cims: Mont Mallet 3.988 m. i l'Aiguille du Tacul 3.438.m.